# Pilar (Córdoba)
Pilar es una ciudad de la provincia de Córdoba, Argentina, en la pedanía de Pilar, al noroeste del departamento Río Segundo, en el centro de la provincia. Al norte de la ciudad corre el río Segundo o Xanaes, el cual la separa de la localidad de Río Segundo; junto a esta última forman un único centro urbano denominado Río Segundo - Pilar.
La escasa distancia (50 kilómetros) que la separa de la ciudad de Córdoba —a la cual se encuentra conectada mediante una autopista paralela a la RN 9— y el nudo vial y ferroviario del lugar son los principales motores de esta localidad, lo que atrajo algunas industrias alimentarias y cerealeras que se afincaron en el parque industrial municipal.

## Historia
Las márgenes del río Segundo eran habitadas en tiempos precolombinos por comechingones y sanavirones, prueba de ello son los importantes yacimientos arqueológicos de la zona, donde se hallaron herramientas  y artesanías de estas culturas. Existen pruebas de la presencia de un caserío en el lugar en el siglo XVI, fecha en la que habían llegado al lugar los primeros conquistadores españoles. Se cree que las tierras fueron recorridas por primera vez por europeos cuando parte de la expedición que fundó Córdoba siguió rumbo al océano Atlántico, ya que al poco tiempo de la fundación las mismas fueron repartidas entre comilitones de Jerónimo Luis Cabrera, fundador de Córdoba.
A metros de la localidad de Pilar acampó el General Dr. Belgrano y su ejército el 14 de agosto de 1819. En lo que hoy se conoce como la capilla histórica de Pilar la cual fue restaurada a principios del siglo XX y donde actualmente se le rinde honores al prócer Manuel Belgrano todos los 20 de junio y de manera permanente con numerosas placas en las paredes de la capilla que algunas vez le sirvió de asilo.

## Toponimia
Esta localidad toma su nombre en honor a la Virgen del Pilar. 

## Población
Contaba con 18 539 habitantes (Indec, 2022), lo que representa un incremento del 20,3% frente a los 14 809 habitantes (Indec, 2010) del censo anterior. Para 2025 aproximadamente, la conurbacion con la ciudad de Río Segundo, con sus casi 26.000 hab, más los 21.000 hab de Pilar, entre ambas alcanzaban los 47.000 aprox. (2025), cifra que la constituye como el duodécimo aglomerado urbano provincial.

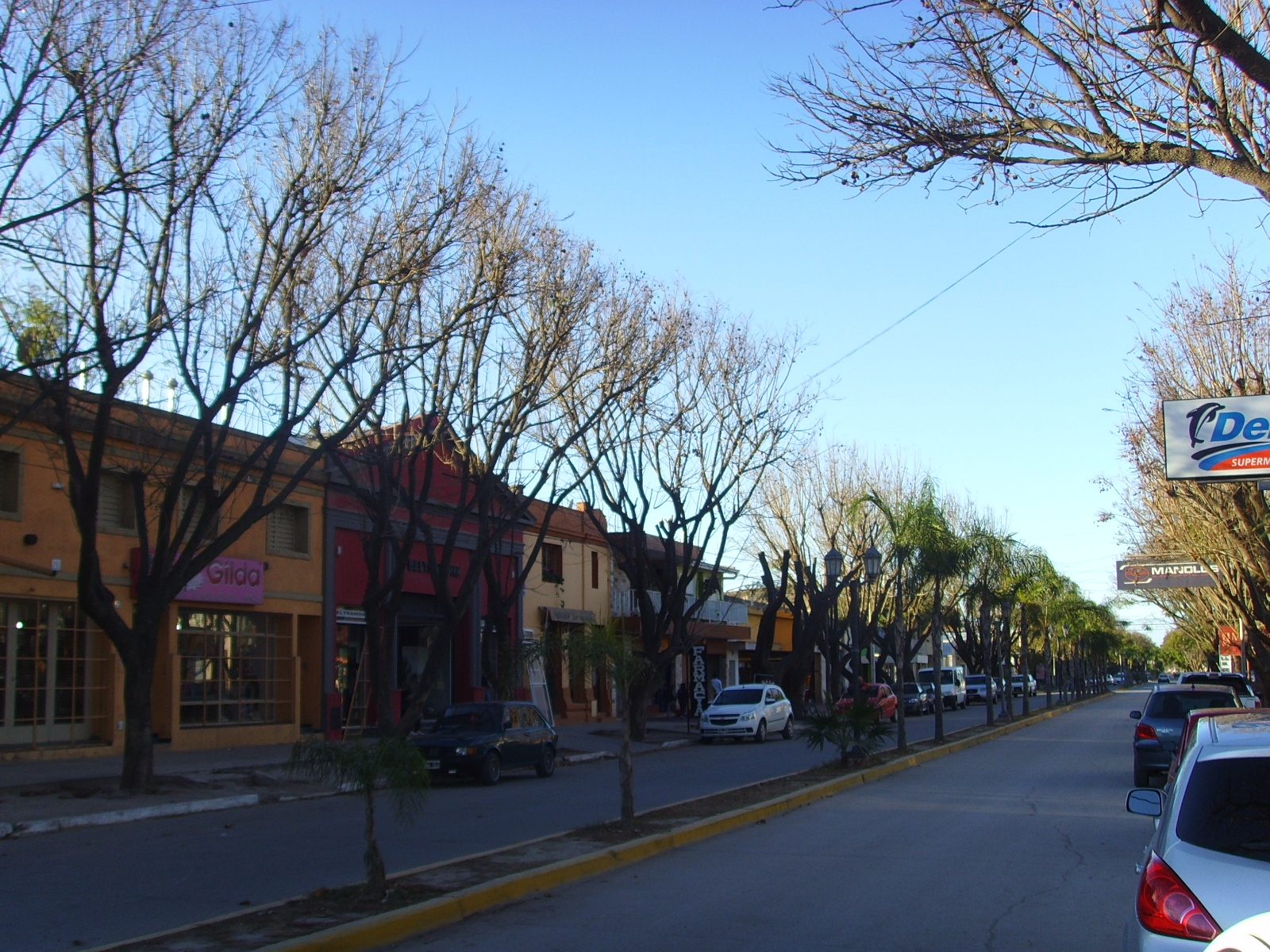
Calle céntrica de la ciudad cordobesa.

| Gráfica de evolución demográfica de Pilar entre 1980 y 2022 |
|                                                             |
| Fuente: Censos nacionales del INDEC                         |

## Geografía

### Clima

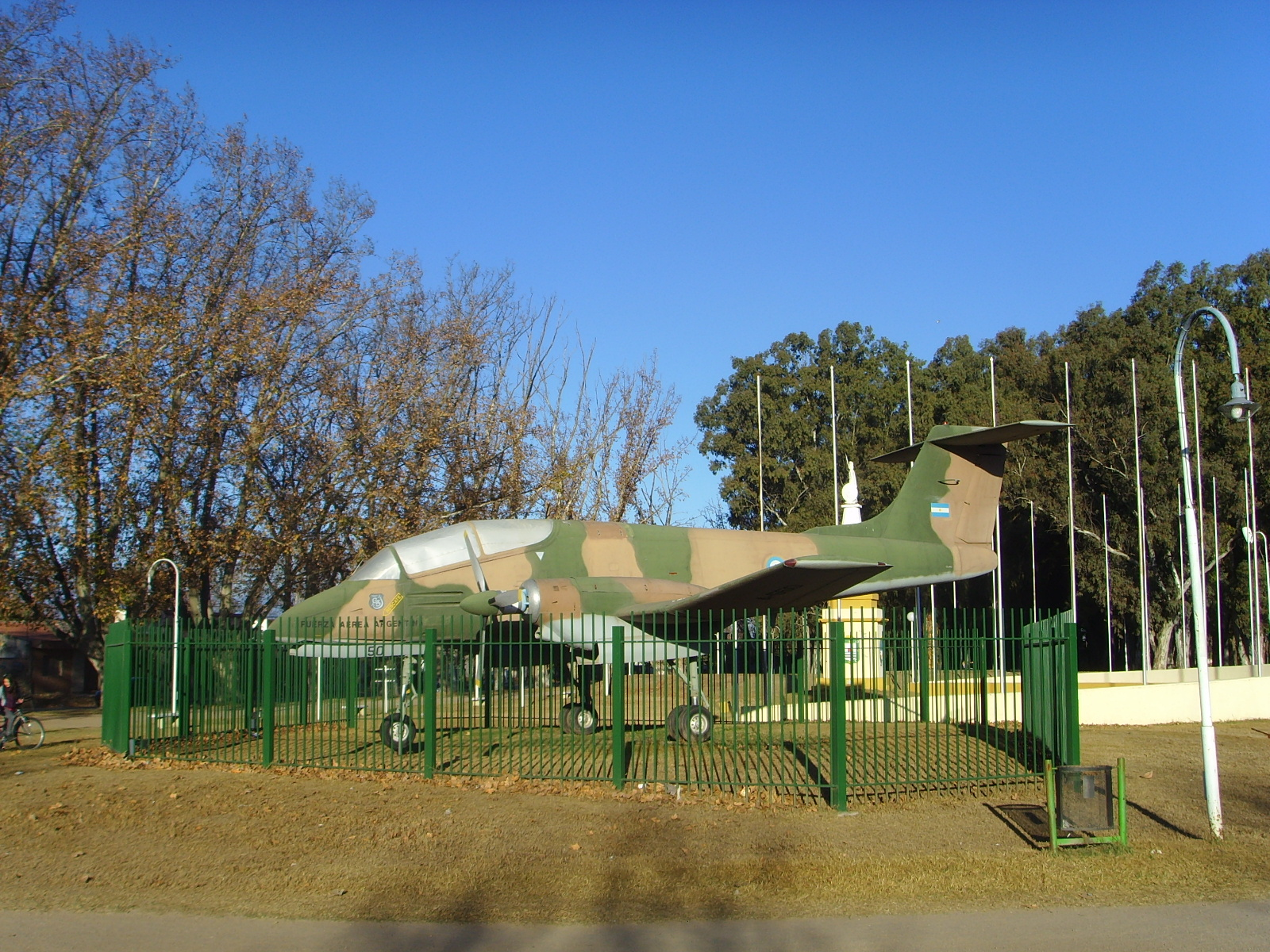
Aeroplano de combate pucará dado de baja y estacionado como monumento en una plaza de pilar:

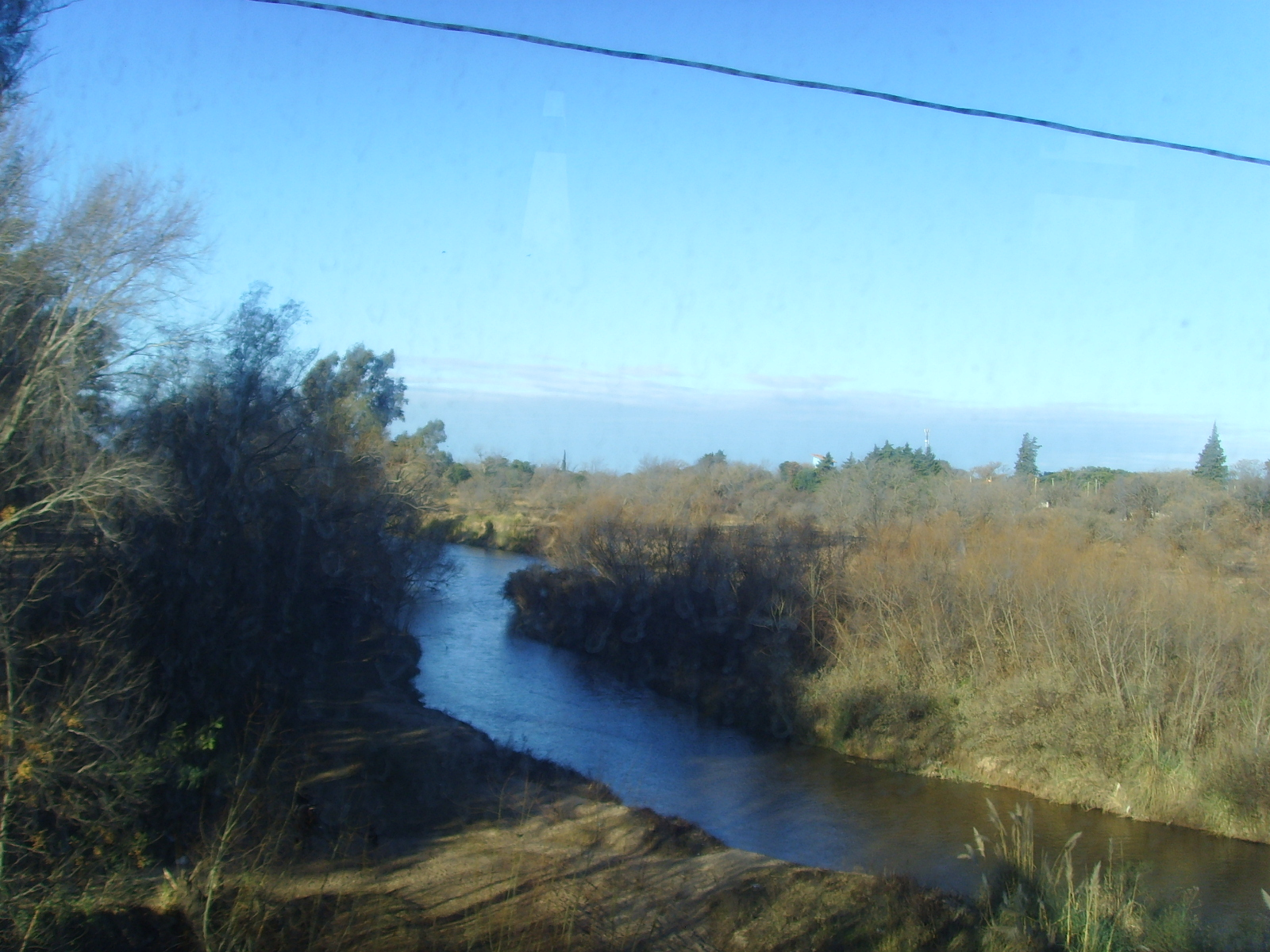
El río Segundo (sin. Xanaes) cerca del viejo puente (ruta 9) que conecta Pilar con la ciudad Río Segundo.

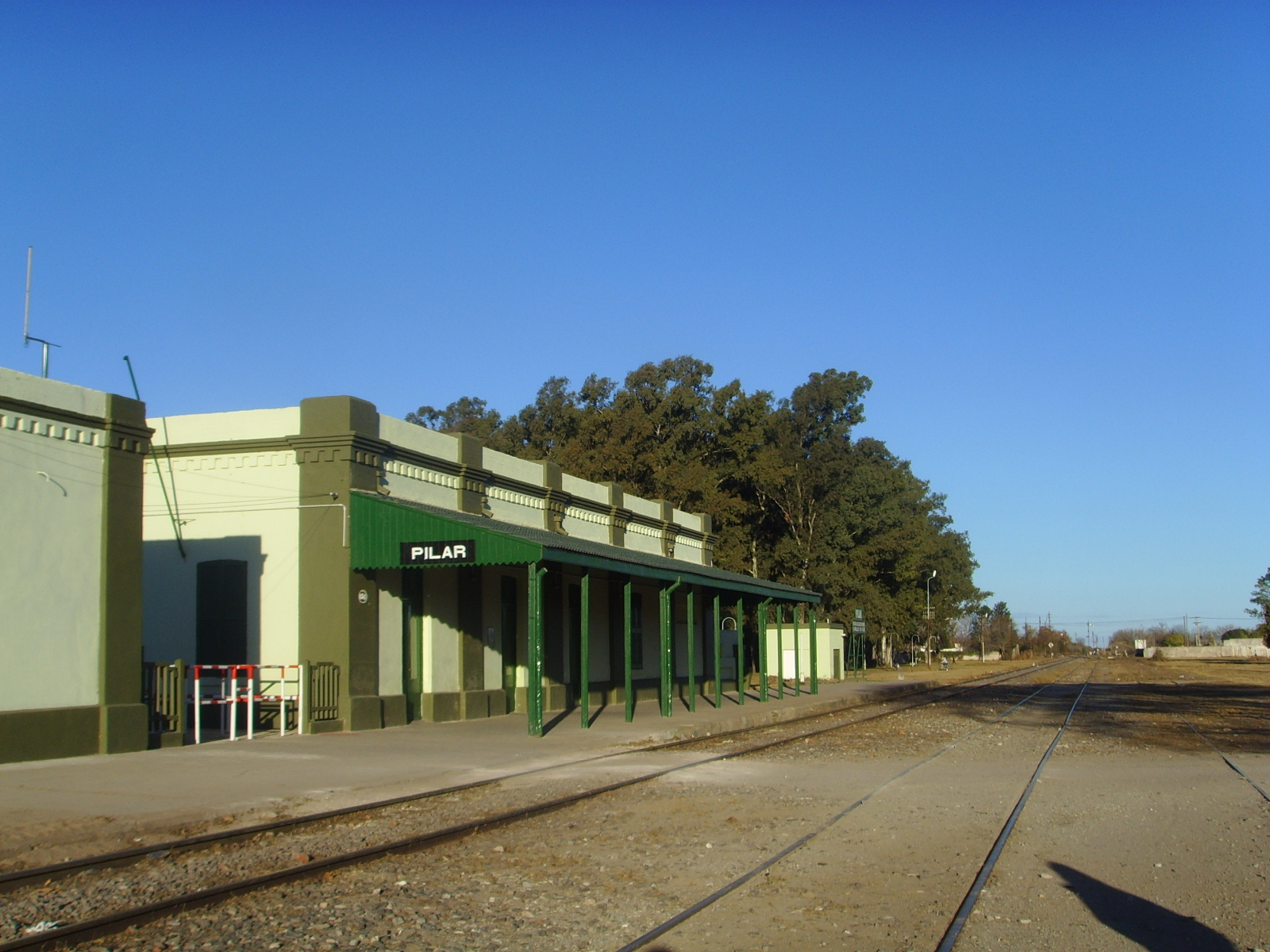
Estación ferroviaria local.

| Parámetros climáticos promedio de Pilar Observatorio (1991–2020) | Parámetros climáticos promedio de Pilar Observatorio (1991–2020) | Parámetros climáticos promedio de Pilar Observatorio (1991–2020) | Parámetros climáticos promedio de Pilar Observatorio (1991–2020) | Parámetros climáticos promedio de Pilar Observatorio (1991–2020) | Parámetros climáticos promedio de Pilar Observatorio (1991–2020) | Parámetros climáticos promedio de Pilar Observatorio (1991–2020) | Parámetros climáticos promedio de Pilar Observatorio (1991–2020) | Parámetros climáticos promedio de Pilar Observatorio (1991–2020) | Parámetros climáticos promedio de Pilar Observatorio (1991–2020) | Parámetros climáticos promedio de Pilar Observatorio (1991–2020) | Parámetros climáticos promedio de Pilar Observatorio (1991–2020) | Parámetros climáticos promedio de Pilar Observatorio (1991–2020) | Parámetros climáticos promedio de Pilar Observatorio (1991–2020) |
| Mes                                                              | Ene.                                                             | Feb.                                                             | Mar.                                                             | Abr.                                                             | May.                                                             | Jun.                                                             | Jul.                                                             | Ago.                                                             | Sep.                                                             | Oct.                                                             | Nov.                                                             | Dic.                                                             | Anual                                                            |
| ---------------------------------------------------------------- | ---------------------------------------------------------------- | ---------------------------------------------------------------- | ---------------------------------------------------------------- | ---------------------------------------------------------------- | ---------------------------------------------------------------- | ---------------------------------------------------------------- | ---------------------------------------------------------------- | ---------------------------------------------------------------- | ---------------------------------------------------------------- | ---------------------------------------------------------------- | ---------------------------------------------------------------- | ---------------------------------------------------------------- | ---------------------------------------------------------------- |
| Temp. máx. abs. (°C)                                             | 40.7                                                             | 40.0                                                             | 36.5                                                             | 36.5                                                             | 36.4                                                             | 30.8                                                             | 33.7                                                             | 37.4                                                             | 40.2                                                             | 41.8                                                             | 41.0                                                             | 42.5                                                             | 42.5                                                             |
| Temp. máx. media (°C)                                            | 30.1                                                             | 28.3                                                             | 27.0                                                             | 24.0                                                             | 20.2                                                             | 17.6                                                             | 17.1                                                             | 20.2                                                             | 22.6                                                             | 25.1                                                             | 28.0                                                             | 30.0                                                             | 24.2                                                             |
| Temp. media (°C)                                                 | 23.7                                                             | 22.1                                                             | 20.6                                                             | 17.3                                                             | 13.7                                                             | 10.6                                                             | 9.6                                                              | 12.0                                                             | 14.9                                                             | 18.2                                                             | 21.1                                                             | 23.3                                                             | 17.3                                                             |
| Temp. mín. media (°C)                                            | 18.0                                                             | 17.0                                                             | 15.5                                                             | 12.3                                                             | 8.9                                                              | 5.3                                                              | 4.2                                                              | 5.7                                                              | 8.4                                                              | 12.1                                                             | 14.8                                                             | 17.1                                                             | 11.6                                                             |
| Temp. mín. abs. (°C)                                             | 7.7                                                              | 7.1                                                              | 2.5                                                              | -0.6                                                             | -4.2                                                             | -5.7                                                             | -6.6                                                             | -7.3                                                             | -2.4                                                             | 1.3                                                              | 3.1                                                              | 6.3                                                              | -7.3                                                             |
| Precipitación total (mm)                                         | 112.5                                                            | 112.1                                                            | 97.5                                                             | 64.9                                                             | 23.9                                                             | 7.0                                                              | 6.1                                                              | 8.1                                                              | 28.1                                                             | 76.3                                                             | 98.9                                                             | 118.4                                                            | 753.8                                                            |
| Días de precipitaciones (≥ 0.1 mm)                               | 9.7                                                              | 9.3                                                              | 8.4                                                              | 7.2                                                              | 4.8                                                              | 2.9                                                              | 2.3                                                              | 2.0                                                              | 4.4                                                              | 7.6                                                              | 10.1                                                             | 10.6                                                             | 79.4                                                             |
| Humedad relativa (%)                                             | 69.7                                                             | 75.5                                                             | 76.5                                                             | 74.8                                                             | 76.0                                                             | 73.1                                                             | 67.2                                                             | 59.5                                                             | 57.9                                                             | 62.7                                                             | 62.1                                                             | 63.7                                                             | 68.2                                                             |
| Fuente: Servicio Meteorológico Nacional                          |                                                                  |                                                                  |                                                                  |                                                                  |                                                                  |                                                                  |                                                                  |                                                                  |                                                                  |                                                                  |                                                                  |                                                                  |                                                                  |

### Series de suelos
- Serie Matorrales, Serie Costa Sacate, Serie Villa del Rosario 30. Capacidad de uso: III c

## Instituciones Educativas
Primera infancia (1 a 3 años)
- Sala Cuna Suyai

### Primarias (6 años)
- Escuela Juan Bautista Bustos
- Centro Educativo Zenón López
- Centro Educativo María Josefa González Casero
- Instituto Católico Nuestra Señora del Pilar

### Secundarias (6 o 7 años)
- Instituto Provincial de Enseñanza Agropecuaria y Media (I.P.E.A. y M.) N.º 243 Eduardo Olivera
- Instituto Secundario Pellegrini
- Instituto Provincial de Enseñanza Lagunilla
- Instituto Nuestra Señora del Pilar
- Centro Educativo de Nivel Medio para Adultos (CENMA) N.º 161 Anexo Pilar
- Instituto Provincial de Enseñanza Media (IPEM) N.º 436 (ex IPEM N.º 156 José Manuel Estrada - Anexo Pilar)

## Medios de comunicación
Radios AM/FM
- FM TGUA Rock (FM 106.5 MHz)
- FM TOP PILAR (FM 97.7 MHz)

Diario digital
- SSQH Digital